# Покупка на Луизиана
Покупката на Луизиана (на английски: Louisiana Purchase) или продажбата на Луизиана (на френски: Vente de la Louisiane) е сделка между САЩ и Френската република по придобиване на територията на колонията Френска Луизиана (828 800 mi² или 2 147 000 km²), сключена през 1803 г.
САЩ плащат 60 милиона френски франка (11 250 000 долара) и опрощават дългове на стойност 18 милиона франка (3 750 000 долара), с което общата сума на придобиването възлиза на 15 милиона долара.
През 1802 г. президентът Томас Джеферсън иска да закупи Ню Орлиънс с цел да гарантира на американските търговци достъп до транспортния път по река Мисисипи. Към онзи момент днешният щат Луизиана е френска територия, част от Френска Луизиана. В Париж се провеждат преговори и Пиер Дюпон де Немур – французин, който е емигрирал в САЩ и е близък с Джеферсън, предлага на Наполеон да продаде цяла Луизиана и така да избегне потенциални търкания със САЩ в Северна Америка.
Идеята не допада на Джеферсън, тъй като според него продажбата само би узаконила френското право върху Луизиана, а от френска страна яростен отпор ѝ оказва Талейран, който е защитник на френската колонизация на Америка. Наполеон обаче се нуждае от пари, за да финансира военните си действия в Европа. (Успешните кампании на Наполеон в Наполеоновите войни до края на 10-летието в немалка степен се дължат и на парите от Луизиана).
Все пак сделката е сключена през април и ратифицирана през октомври. На 20 декември 1803 г. САЩ официално получават Ню Орлиънс от Франция, а с него и цяла Луизиана, присъединявайки към територията си общо 2 144 476 km². Стойността на сделката е добра и за двете страни. Цената на акър е ниска и удобна за САЩ – 3 цента, но общата крайна сума е голяма – 15 млн. долара и е изгодна за Наполеон. В днешни пари (към 2010 г.) сделката би струвала приблизително 2,6 милиарда щ. долара.
Френска Луизиана не съответства на територията на днешния щат Луизиана, а е далеч по-голяма. Закупените територии включват и сегашните щати Арканзас, Мисури, Айова, Минесота западно от река Мисисипи, Северна и Южна Дакота, Небраска, Ню Мексико, северната част на Тексас, Оклахома, Канзас и части от Монтана, Уайоминг и Колорадо.
Сделката на практика осъществява най-голямото еднократно разширяване на САЩ, а общите придобити земи съставляват 23,3 процента от днешната територия на страната.